# Extreme-G
Extreme-G é um jogo eletrônico de corrida futurística para Nintendo 64.  Foi o primeiro jogo da série Extreme-G. Foi desenvolvido pela Probe Entertainment e publicado pela Acclaim Entertainment. A sequência Extreme-G 2 foi lançada em 1998.
A IGN deu a Extreme-G uma nota de de 7,9 dos 10, apesar de poucas críticas do jogo.
Em setembro de 2004, a Acclaim Entertainment entrou em falência, registrando mais de US$ 100 milhões em dívida. Isso significava que as franquias da empresa estavam em disputa. A Extreme-G foi comprada pela Throwback Entertainment em julho de 2006.